# Großschirma
Großschirma é um município da Alemanha, situado no distrito de  Mittelsachsen, no estado da Saxônia. Tem 61,44 km² de área, e sua população em 2019 foi estimada em 5.596 habitantes.